# Miodobranie Kurpiowskie w Myszyńcu
Miodobranie Kurpiowskie w Myszyńcu – jedna z największych imprez folklorystycznych na Mazowszu organizowana co roku od 1976 w ostatnią niedzielę sierpnia w gminie Myszyniec. Organizatorami są: Regionalne Centrum Kultury Kurpiowskiej im. ks. Władysława Skierkowskiego w Myszyńcu, Gmina Myszyniec i Towarzystwo Przyjaciół Myszyńca. Miodobranie przypomina społeczności Puszczy Zielonej jej bogate tradycje i zwyczaje bartnicze, umożliwia współczesnym twórcom i artystom ludowym zaprezentowanie twórczości, integruje społeczność, promuje region, jego historię, kulturę i obecne dokonania gospodarcze wśród turystów krajowych i zagranicznych.   

## Historia imprezy

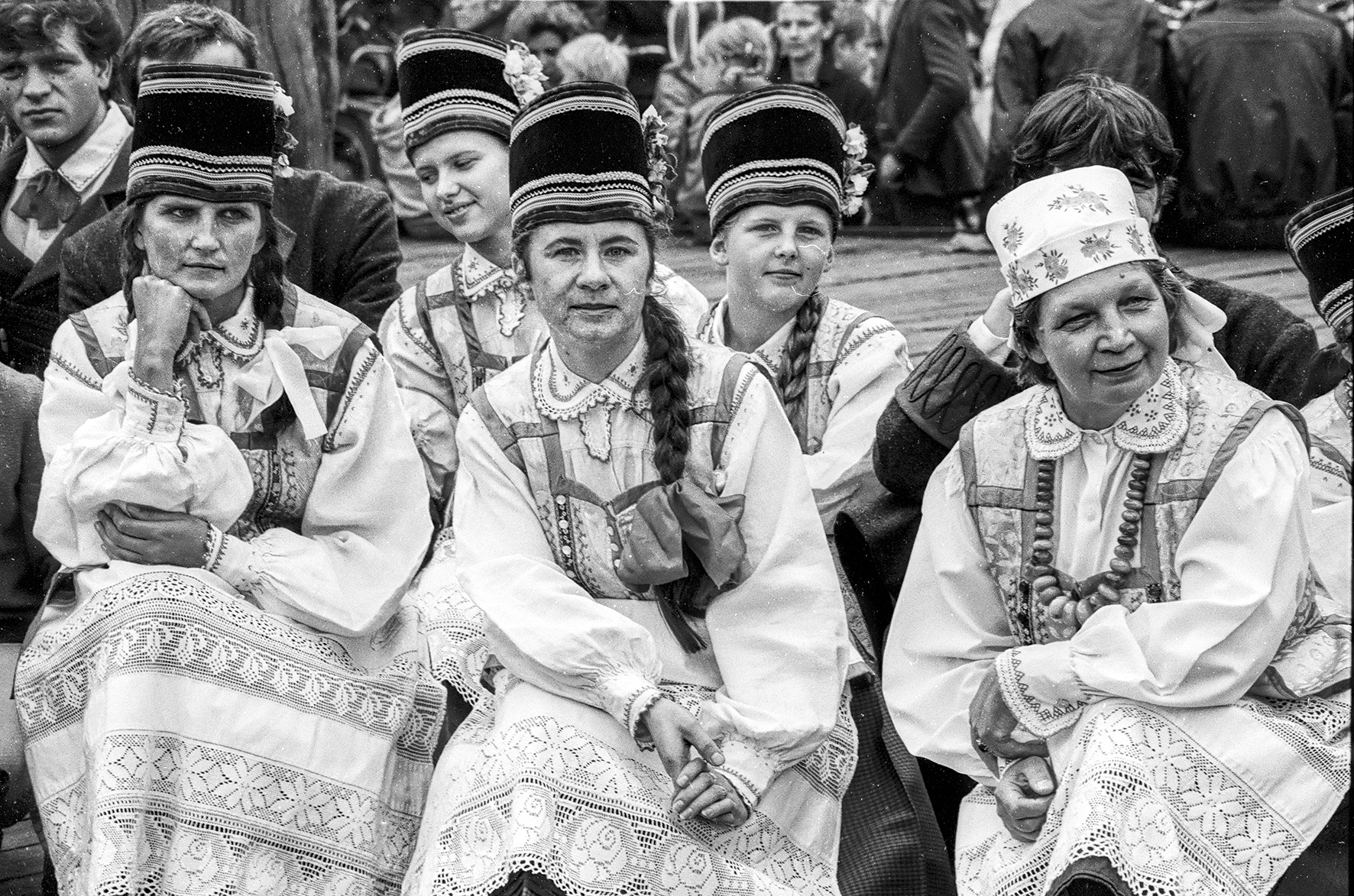
Kurpianki podczas Miodobrania Kurpiowskiego (1986)

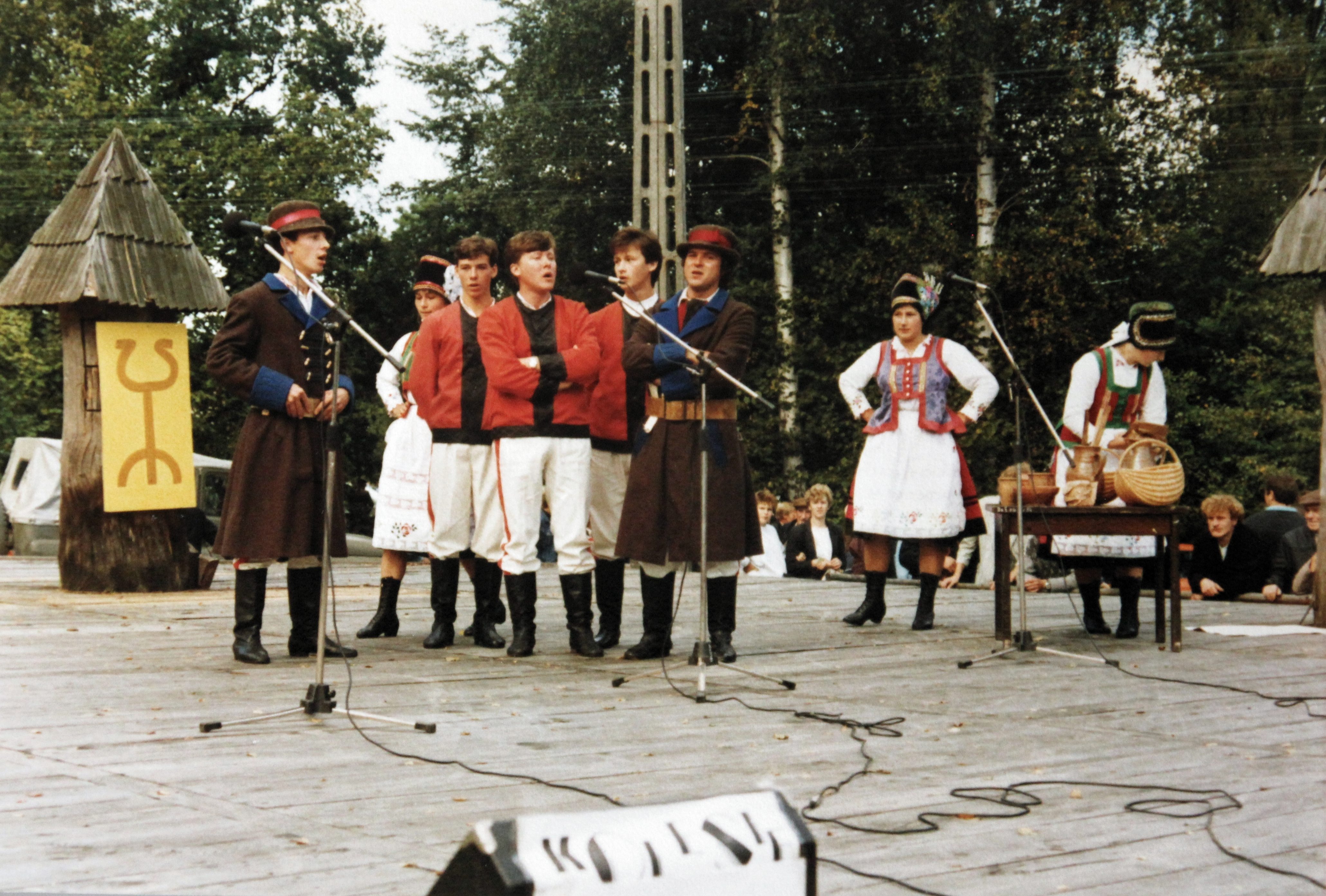
Miodobranie Kurpiowskie zorganizowane w Zawodziu nieopodal Myszyńca (1990)

Miodobranie Kurpiowskie zorganizowano po raz pierwszy 18 września 1976 na placu przy Szkole Podstawowej w Myszyńcu. Zaprezentowano tradycyjne podbieranie miodu oraz film o regionie. Wystąpiły chóry dziecięce. Funkcję starosty bartnego pełnił Stanisław Ceberek. W 1977 Miodobranie Kurpiowskie zorganizowano na polanie w Zawodziu koło Myszyńca. Gospodarzem imprezy był Franciszek Jaksina – pszczelarz i gawędziarz z Bandyś. W kolejnych latach rozszerzono zakres wydarzeń towarzyszących imprezie: wprowadzono występy zespołów regionalnych i widowiska związane z kulturą kurpiowską. Przygotowano np. scenariusz pełnego widowiska obrzędowego miodobrania. Autorami scenariuszy byli m.in.: Edward Kupiszewski, Tomasz Łączyński, Andrzej Kaczmarczyk (kierownik Zespołu Folklorystycznego „Kurpiowszczyzna” w latach 1992–2003), Witold Kuczyński, Bernard Kielak. Wzbogacono imprezę o sesje popularnonaukowe dla pszczelarzy, wystawy sprzętu pszczelarskiego i wyrobów z miodu (1978–1980, 1985). W 1984 zaproszono zespół regionalny „Grodziszczaki”, który przedstawił własną wersję miodobrania. Scena w Zawodziu gościła także zagraniczne zespoły folklorystyczne m.in. z Danii (1984), Rosji (1990), Francji (1993), Słowacji (1994), Białorusi i Ukrainy, które przybliżały własny folklor. W latach 1980–1983 organizowano turniej par tanecznych. 
Od 1979 imprezie folklorystycznej towarzyszy przegląd ludowego rzemiosła artystycznego. Prezentowane jest w Regionalnym Centrum Kultury Kurpiowskiej w Myszyńcu i w Multimedialnym Muzeum w Dzwonnicy Myszynieckiej. Fotografie twórców i ich wyrobów pokazywane są co roku w publikacji Rękodzieło wsi kurpiowskiej podsumowującej konkurs pod tym samym hasłem. Konkurs obejmuje następujące dziedziny: wycinanka, plecionkarstwo, bursztyniarstwo, pieczywo obrzędowe, kierce, kwiaty, garncarstwo, tkactwo, haft i koronka.
Na miodobraniu dostępne są stoiska z miodami i punkty gastronomiczne. Organizowano też kiermasze książek, wystawy sprzętu Obrony Cywilnej, wystawy płodów rolnych, wieńców dożynkowych i sprzętu rolniczego.
W 1982 ze względu na stan wojenny miodobranie zostało odwołane, podobnie w 2020, gdy wybuchła pandemia COVID-19. 

W 2017 RCKK w Myszyńcu oraz Towarzystwo Przyjaciół Myszyńca wydały książkę pt. "40. lat Miodobrania Kurpiowskiego".  

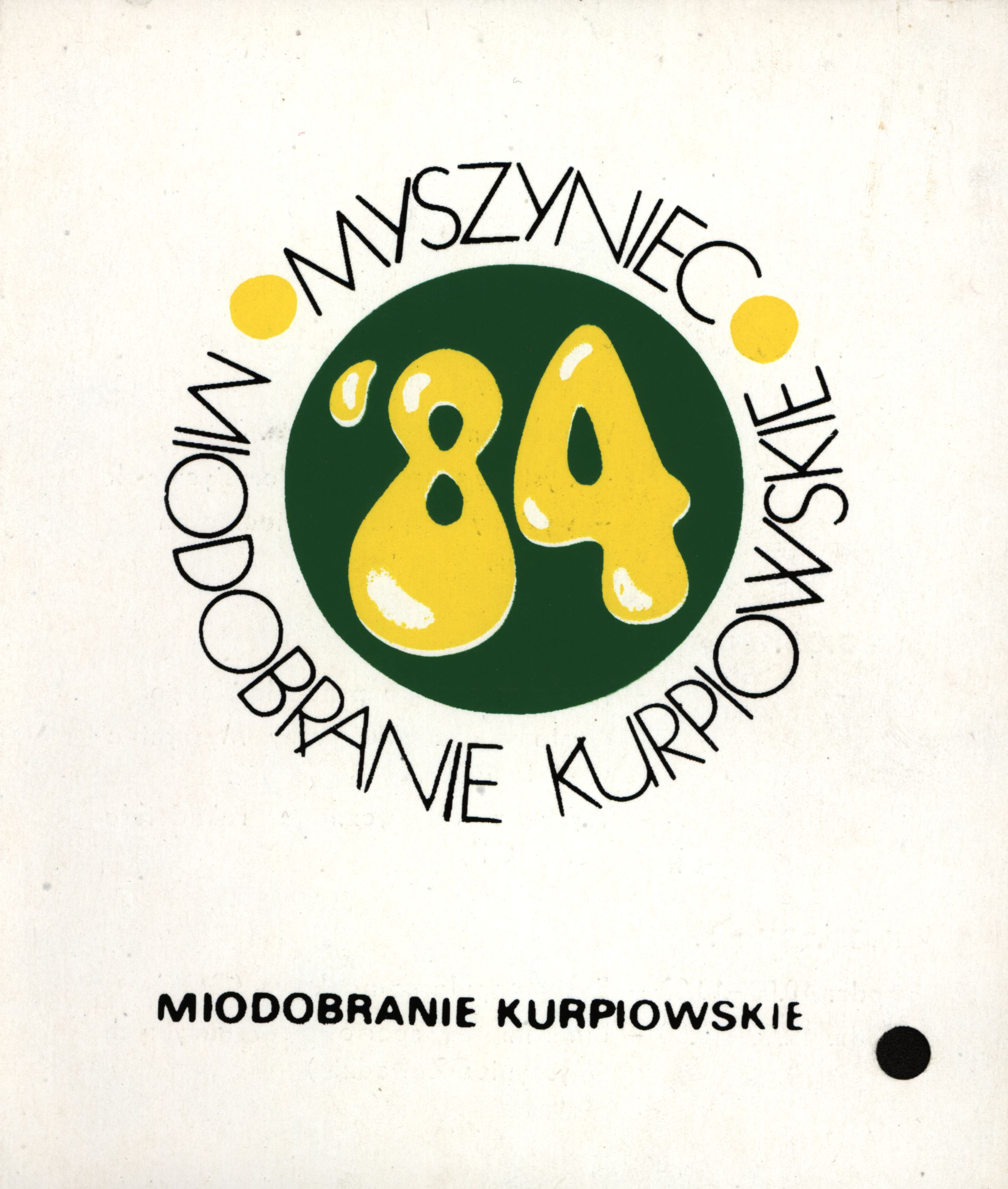
Dawne logo imprezy (1984)

## Wydarzenia towarzyszące

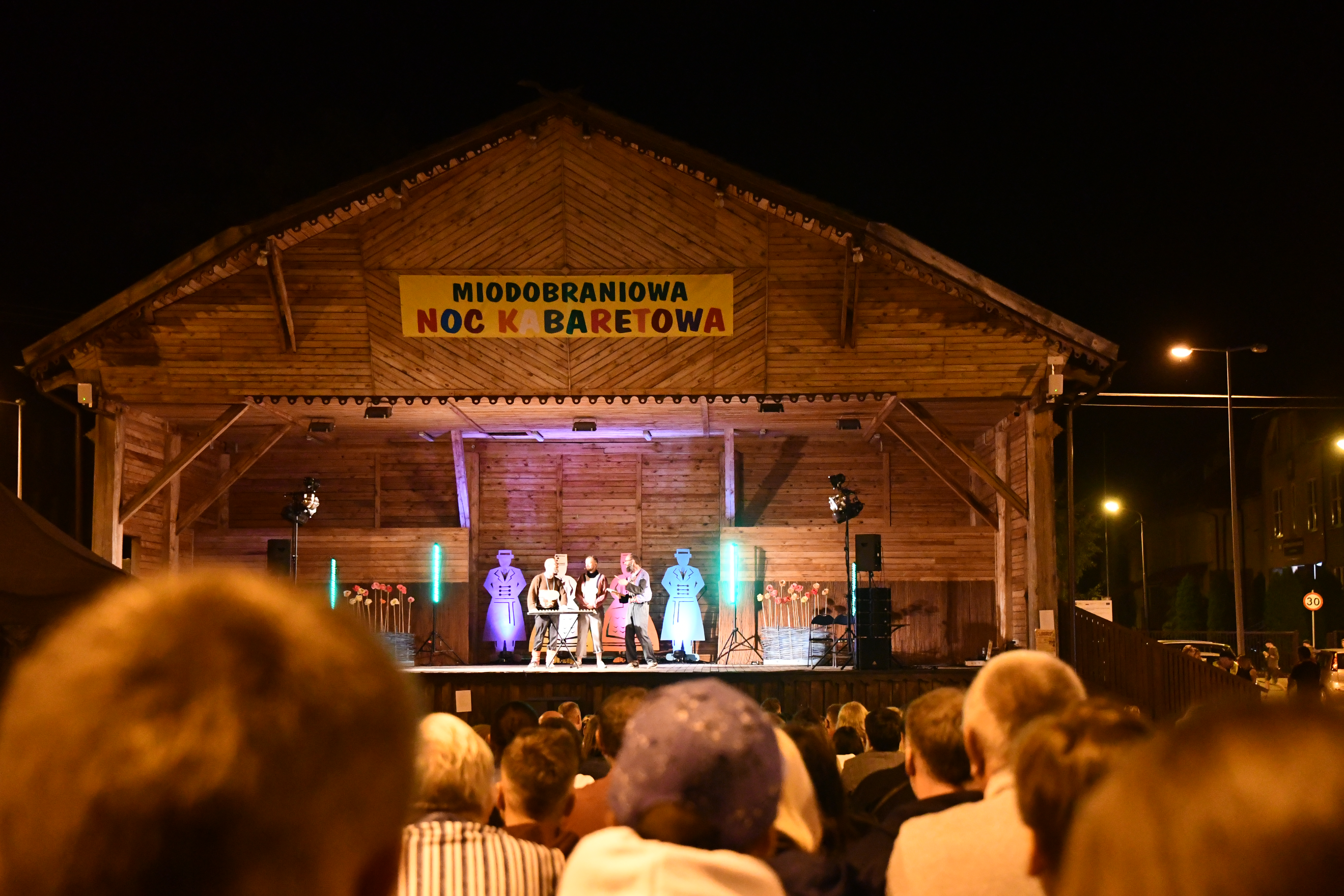
Miodobraniowa Noc Kabaretowa (2022)

Od 1978 stałym punktem miodobrania są rozgrywki sportowo-rekreacyjne. Rywalizowano w różnych dyscyplinach (strzelanie z łuku, strzelectwo, wchodzenie na słup, zawody wędkarskie). Na przełomie lat 70. i 80. XX wieku przy okazji miodobrania organizowano Harcerski Rajd Szlakami Barci Kurpiowskich. Odbywały się też rajdy samochodowe pod patronatem ostrołęckiego AutoMobilKlubu. 
W edycjach 1986 i 1991 podczas Miodobrania zorganizowano Turnieje Gmin Kurpiowskich. 
W 2020 wznowiono Bieg Miodobraniowy, który organizowany był w latach 90. XX wieku.
Podczas Miodobrania Kurpiowskiego wystąpiło wiele znanych muzyków i zespołów, m.in.: Krzysztof Krawczyk, Big Cyc, Mrozu, Kombi, Enej, Michał Szczygieł, Quebonafide vel Jakub Grabowski, Wilki, Volver, Video, B.R.O, Ewa Farna, Natalia Kukulska, Liber, Mesajah, Śląsk, Wanda i Banda, Gromee i Ania Dąbrowska. Występowali też kabareciarze: Jerzy Kryszak, Marcin Daniec, Kabaret Łowcy.B, Kabaret Ciach, Artur Barciś, Kabaret pod Wyrwigroszem, Mariusz Kałamaga, Kabaret Paranienormalni, Andrzej Grabowski, Kabaret K2, Tomasz Karolak i Grzegorz Halama.
Od 2023 RCKK w Myszyńcu organizuje Miodobraniowy Zlot Aut PRL. Odbywa się on w niedzielę miodobraniową. 

## Lokalizacja

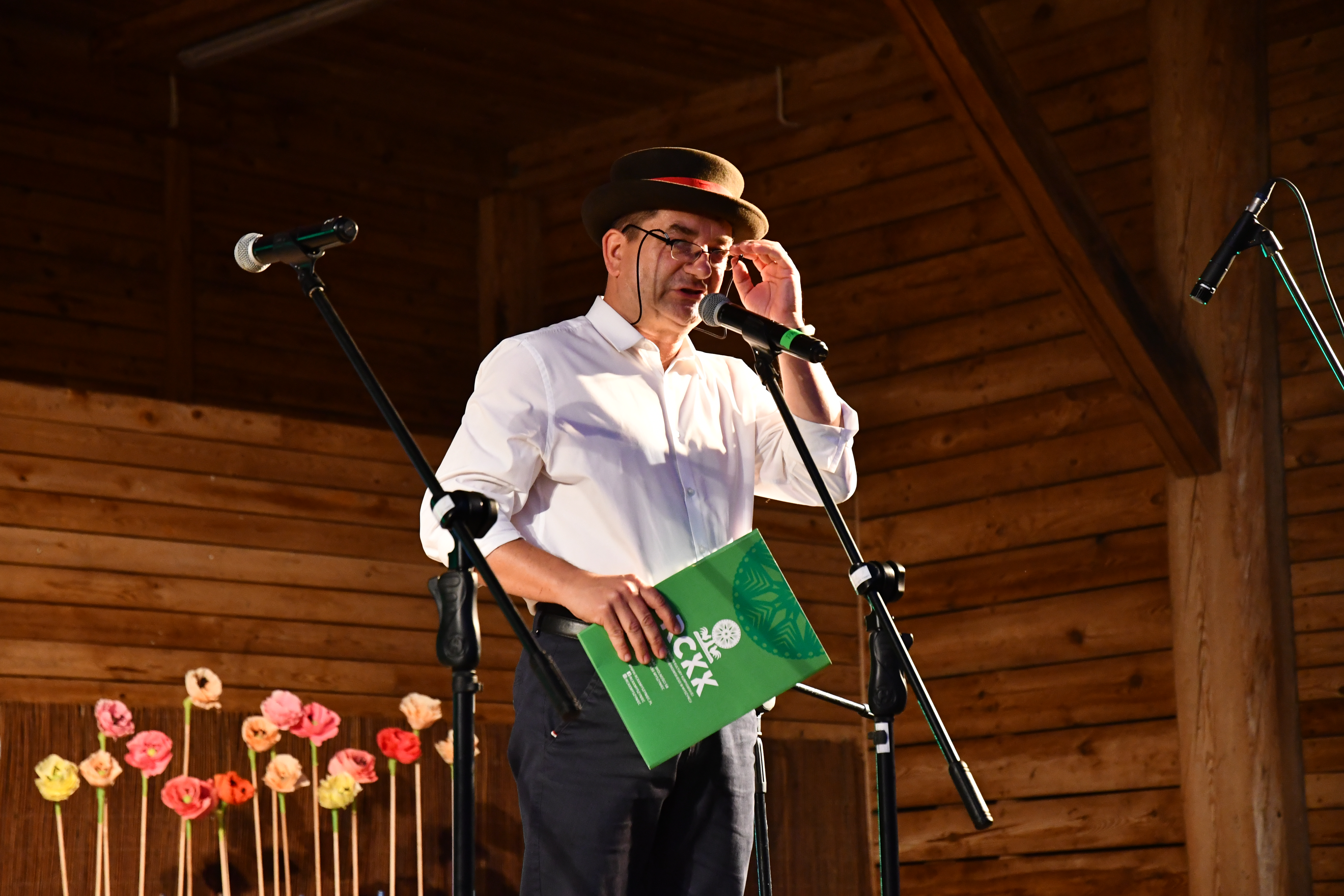
Leszek Jenek z kabaretu „Ciach” prowadzący Miodobraniową Noc Kabaretową (2022)

Trzy razy dokonywano zmianę ulokowania imprezy:
- 1976 – plac przy Szkole Podstawowej w Myszyńcu;
- 1977–2013 – polana w Zawodziu koło Myszyńca;
- 2012–obecnie – Amfiteatr RCKK przy ul. Dzieci Polskich 2 w Myszyńcu (Miodobraniowa Noc Kabaretowa w sobotę)[1];
- 2014–obecnie – kompleks „Kurpiowska Kraina” na granicy Wydmus i Wykrotu[1][13].